# محطة قطار وادي ارهيو
محطة وادي ارهيو هي محطة سكة حديد جزائرية تقع في مدينة واد رهيو بولاية غليزان .

## حالة السكك الحديدية
وتقع المحطة على الخط الممتد من الجزائر إلى وهران حيث تسبقها محطة بوقادير وتليها محطة وادي الجمعة

### الخطوط
تخدم محطة وادي ارهيو :
- الخط الرئيسي لقطارات الجزائر وهران [1]
- القطارات الجهوية على الخط الرابط بين وهران والشلف [2]